# Rosalvo Ramos
Rosalvo Ramos, född 6 juni 1914, död 13 juli 1966, var en friidrottare från Brasilien. Han deltog vid olympiska sommarspelen 1948.